# Лео Тиндеманс
Лео Тиндеманс (на нидерландски: Leonard Clemence Tindemans), роден на 16 април 1922 г. в Звейндрехт, Белгия, е министър-председател на Белгия от 25 април 1974 до 20 октомври 1978 г. Член на партията „Християндемократи и фламандци“. Депутат в Европарламента в периодите 1979 – 1981 и 1989 – 1999 г.

## Политическа дейност
В течение на продължителната си политическа кариера, Тиндеманс остава верен на консервативната Християнска народна партия (в края на 20 век, партията започва да се нарича „Христиандемократи и фламандци“), популярна в северозападната част на страната. Първият голям успех на Тиндеманс е избирането му за кмет на град Едегем – пост, който заема в периода 1965 – 1976 г. Заема министерски постове в няколко кабинета, сформирани от съпартийците му:
- 1968 – 1972 г. – министър по въпросите на местното самоуправление
- 1972 – 1973 г. – министър по въпросите на средния и малкия бизнес, свободните професии и селското стопанство
- 1973 – 1974 г. – заместник министър-председател и министър на финансите, отговорящ за провеждането на институционални реформи

От 1974 до 1978 г. Тиндеманс е министър-председател на Белгия. В периода 1981 – 1989 г. е министър на външните работи.
След сдаването на поста министър-председател Тиндеманс успешно участва на балотаж за Европарламента, събирайки в своя полза 983 хиляди гласа – рекорд, ненадминат в Белгия. Активно участва в процесите за европейска интеграция. За своята дейност през 1976 г. е удостоен с наградата „Карл Велики“.

## Група на Тиндеманс
През 1994 – 1995 г.е сформирана група от 48 политици и обществени дейци от Европейския съюз, която да обсъжда перспективите за интеграция в ЕС пред държавите от Централна и Източна Европа. Най-видния участник и формален лидер на групата е Лео Тиндеманс. Групата навлиза в полемика с IGC, настоявайки за необходимостта да се получи съгласието на жителите на ЕС преди включването на новите държави-участнички. Манифест на групата става докладът „Европа: ваш избор“ (Europe: Your choice), където са описани пет сценарии на бъдещето развитие на Евросъюза.